# Hermann Severin
Hermann Heinrich Ludwig Severin (* 29. April 1830 in Breslau, Provinz Schlesien; † 5. Dezember 1883 ebd.) war ein deutscher Politiker.

## Leben

### Familie
Hermann war ein Sohn des Breslauer Ratszimmermeisters und langjährigen Stadt-Bau-Deputierten sowie Mitglieds der Städtischen Feuer-Assekuranz-Deputation, der Forst- und Ökonomie-Deputation und der Stadtverordneten-Versammlung Heinrich Severin (1797–1870), der als Handwerksbursche nach Breslau gekommen war. Hermann Severin war in erster Ehe mit Clara Jakobi (1835–1867) und in zweiter Ehe 1869 mit Johanna Wustandt (1830–1898) vermählt. Aus erster Ehe sind wenigstens fünf Kinder, aus zweiter wenigstens ein Sohn hervorgegangen. Darunter Clara Severin (1861–1937), vermählt mit Ferdinand Friedensburg (1858–1930), Jurist, Geheimer Regierungsrat, Senatspräsident und Numismatiker, sowie Johannes Severin (1869–1937), Stadtkommandant von Berlin und Generalleutnant.

### Werdegang
Severin war von etwa 1853 bis 1863 Landwirt und Rittergutsbesitzer auf Grüttenberg, Kreis Oels. Spätestens 1866 lebte er als Partikulier in Breslau. Ab 1867 war er Mitglied der Schlesischen Gesellschaft für vaterländische Kultur. 1872 wurde er Stadtverordneter in Breslau und 1875 für sechs Jahre ins Magistrats-Collegium gewählt, war dann bis 1878 aufgrund seiner Fachkenntnisse in der Landwirtschaft und dem Forstwesen mit dem Dezernat über das Kämmereigut Oswitz, Kreis Breslau betraut. Severin, inzwischen Stadtsyndikus, wurde 1879 für den Wahlkreis Breslau 4 und die 14. Wahlperiode Abgeordneter der Nationalliberalen im preußischen Abgeordnetenhaus. Hiernach wurde er 1881 erneut für sechs Jahre in den Breslauer Stadtrat gewählt. Er verstarb an den Folgen einer Lungenentzündung.